# Diadokokinesi
Diadokokinesi (från grekiskans diadochos, efterföljande och kinesis, rörelse) är en term för rörelsemönster där en rörelse snabbt alterneras med dess motsatta rörelse, till exempel alternerande böjning och sträckning av en led eller vridning av underarmarna fram och tillbaka så att handflatan ömsom är uppåtriktad och ömsom nedåtriktad (supination/pronation). Den här typen av snabbt alternerande rörelser involverar förutom motorikcentra i storhjärnan också lillhjärnan, och skador på lillhjärnan kan ge svårigheter att utföra snabbt alternerande rörelser i samma kroppshalva som lillhjärnskadan sitter på. Diadokokinesi används därför ofta som ett delmoment vid neurologiska undersökningar av patienter med misstänkta lillhjärnsskador. Svårigheter att utföra denna rörelse kallas dysdiadokokinesi och är tecken på en hjärnskada, till exempel efter en stroke eller vid Parkinsons sjukdom.